# Arme Franziskanerinnen von der Heiligen Familie
Die Armen Franziskanerinnen von der Heiligen Familie oder Mallersdorfer Schwestern sind ein römisch-katholischer Frauenorden bischöflichen Rechts. Die Kongregation wurde von dem Seligen Paul Josef Nardini 1855 gegründet. Das heutige Mutterhaus der Schwestern befindet sich in Mallersdorf.

## Geschichte

M. Hieronyma Eder, Generaloberin in Mallersdorf von 1871 bis 1903 (Mitte)

Paul Josef Nardini hatte am 7. Mai 1851 die Pfarrei Pirmasens in der Diözese Speyer übernommen. Damals war die ehemalige Garnisonsstadt nach der Auflösung des Militärs wirtschaftlich in große Not geraten. Die wirtschaftliche Misere wurde durch Missernten und Aufstände noch verstärkt. Während die Eltern von Heimarbeit lebten und häufig als Hausierer unterwegs waren, waren viele Kinder unbeaufsichtigt und unversorgt und ernährten sich durch Betteln. Die Katholiken, die weit in der Minderheit waren, erlebten ein sehr kirchenfeindliches Klima.
Nardini erkannte bald die Ursachen der sittlichen Zustände in der wirtschaftlichen Situation und versuchte, für die Gründung einer Niederlassung der Niederbronner Schwestern die Unterstützung der Pirmasenser Bürger zu erreichen. 1853 kamen zwei Schwestern aus dem Elsass nach Pirmasens. Doch die Schwestern mussten als Ausländerinnen nach nur zwei Jahren wieder in ihr Mutterhaus zurückkehren. Um die mühsamen Anfänge weiterzuführen, gewann Pfarrer Nardini 1855 zwei Frauen, die wie Nardini selbst als Tertiarinnen dem Dritten Orden des Heiligen Franziskus angehörten. Sie waren bereit, die Armen- und Krankenpflege in der Pfarrei zu übernehmen. Als Grundlage ihres Lebens wählten sie die Drittordensregel. Das Gelübde der persönlichen Armut war ihnen besonders wichtig, um aus Liebe zu den Armen gehen zu können. Die neue Kongregation stellte sich unter den Schutz der Heiligen Familie, denn es ging ihnen vorrangig um eine soziale und moralische Stärkung der Familien. So übernahmen die Schwestern bald vielfältige karitative Aufgaben in der Erziehung, Krankenpflege und Altenpflege.
Schon nach zwei Monaten konnten zehn Schwestern und dreißig Kinder in ein eigenes Haus ziehen. Bald fragten auch umliegende Gemeinden nach Schwestern, um in ihren Pfarreien zu wirken. Der Speyerer Bischof Nikolaus von Weis erteilte dem Orden 1857 die Anerkennung. Der Orden breitete sich trotz des frühen Todes seines Gründers (1862) rasch aus. 1864 zogen einige Schwestern auf Bitten der Fürstin Montenuovo nach Hermannstadt in Siebenbürgen. In der Pfalz, in Bayern und Siebenbürgen wurden bis 1869 64 Filialen gegründet. 1960 waren es bereits 367 Filialen. 
Das Mutterhaus in Pirmasens wurde bald zu klein, daher wurde es 1969 nach Kloster Mallersdorf, eine 1803 säkularisierte Benediktinerabtei verlegt. Von diesem Mutterhaus der Kongregation leitet sich auch die bis heute übliche volkstümliche Bezeichnung „Mallersdorfer Schwestern“ ab. Sr. M. Hieronyma Eder war Generaloberin in Mallersdorf von 1871 bis 1903 und hatte großen Anteil am Wachstum des Ordens.

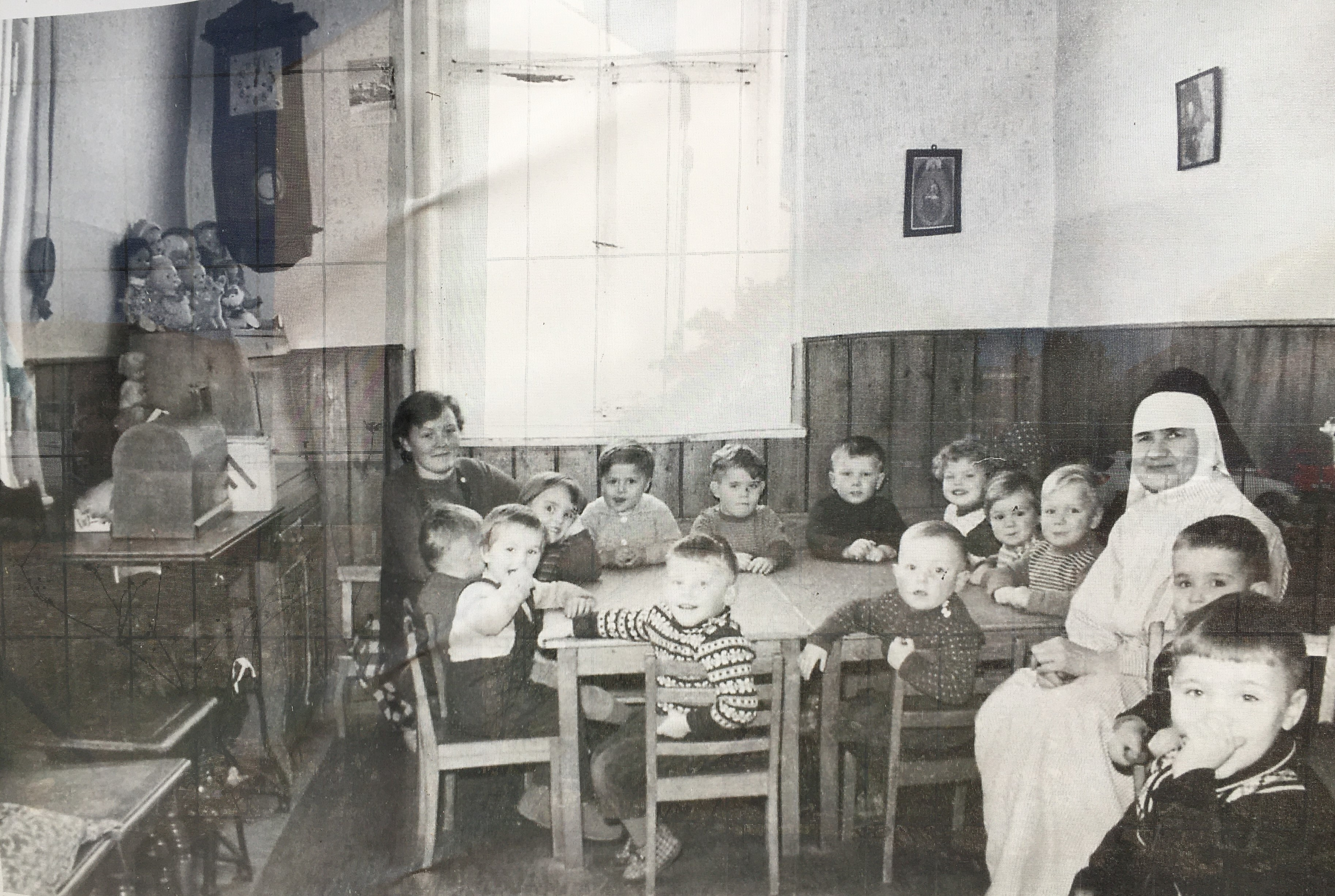
Im Kindergarten in Friedberg (Bayern) (archiviert im Ida-Seele-Archiv)

## Niederlassungen

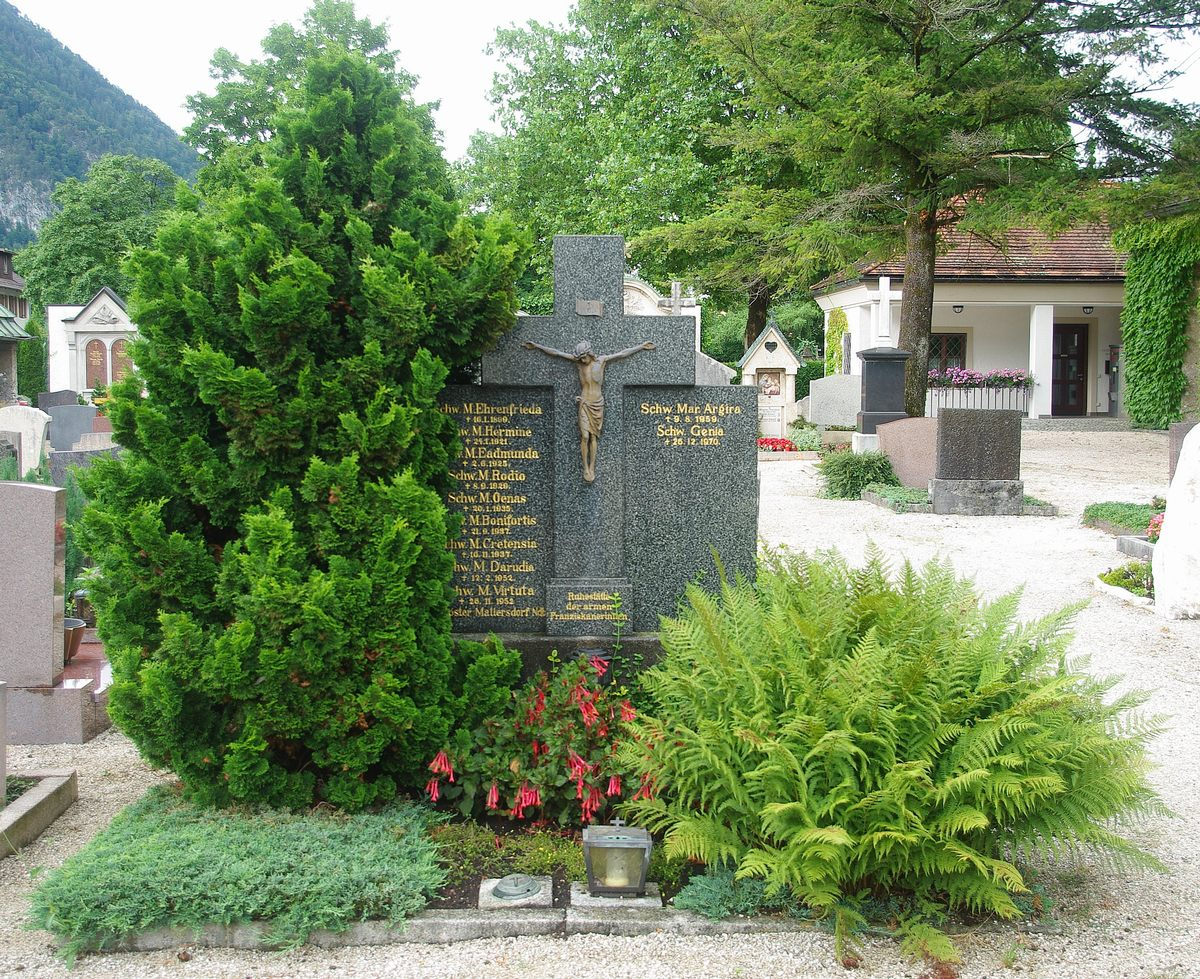
Grab der Armen Franziskanerinnen auf dem Friedhof St. Zeno in Bad Reichenhall

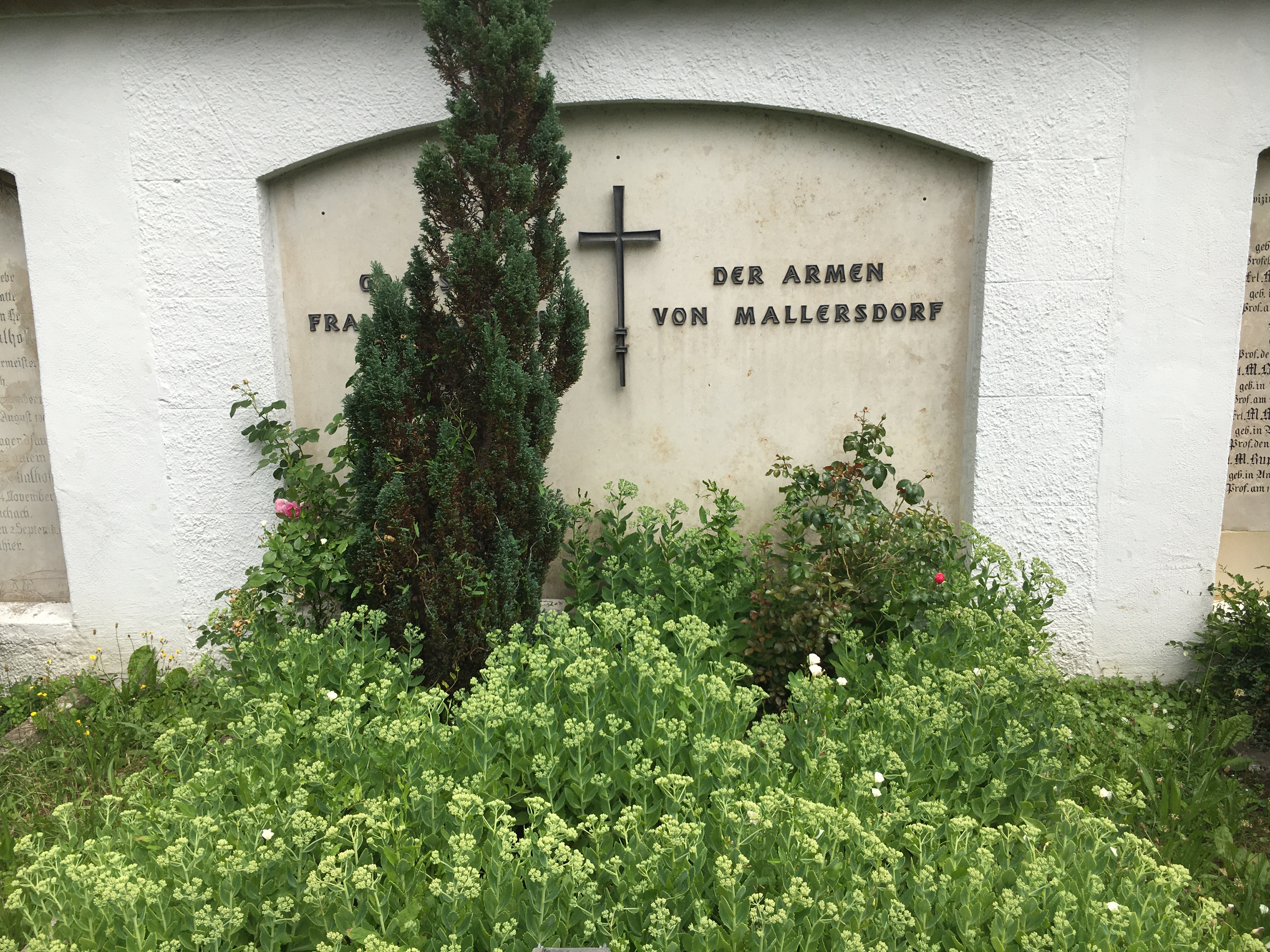
Grab der Armen Franziskanerinnen Alter Friedhof Schrobenhausen

| Ort             | Name                      | Einrichtung                                                      | Gründung | Auflösung |
| --------------- | ------------------------- | ---------------------------------------------------------------- | -------- | --------- |
| Pirmasens       | Nardinihaus               | Kinderheim, Kindergarten,                                        | 1855     |           |
| Pirmasens       | Nardinihaus               | Kinderhort,                                                      | 1855     |           |
| Pirmasens       | Nardinihaus               | Grund-/Hauptschule                                               | 1855     |           |
| Pirmasens       | Nardinihaus               | Schwesternaltenheim                                              | 1855     |           |
| Walldürn        | Kinder u. Jugendheim      | Kinderheim                                                       | 1858     |           |
| Walldürn        | St. Kilian                | Kinderheim                                                       | 1859     |           |
| Zweibrücken     | St. Elisabeth-Krankenhaus | Krankenhaus, Kindergarten                                        | 1859     |           |
| Zweibrücken     | Krankenhaus               | Berufsfachschule für Krankenpflege                               | 1860     |           |
| Greding         | Caritas-Altenheim         | Altenheim, Kindergarten, Krankenpflege, Handarbeitsunterricht    | 1860     | 2012      |
| Regensburg      | Priesterseminar           | Seminar, Seelsorge                                               | 1861     |           |
| Landstuhl       | St. Johannis              | Krankenhaus                                                      | 1861     |           |
| Landstuhl       | Krankenhaus               | Schwesternaltenheim                                              | 1862     |           |
| Landstuhl       | Krankenhaus               | Berufsfachschule für Krankenpflege                               | 1863     |           |
| Mintraching     | Kreiskrankenhaus          | Altenheim, Kindergarten                                          | 1861     |           |
| Parsberg        | pädagogisches Zentrum     | Kinderheim, Internat,                                            | 1861     |           |
| Parsberg        | pädagogisches Zentrum     | Berufsfachschule Altenpflege                                     | 1862     |           |
| Parsberg        | pädagogisches Zentrum     | Schule zur Erz. Hilfe                                            | 1863     |           |
| Bad Reichenhall | Krankenhaus               | zuletzt im zwischen 1928 und 1930 errichteten Städt. Krankenhaus | 1867     | 2000      |
| Schrobenhausen  | Waisenhaus/Kinderheim     |                                                                  | 1898     | 2010      |

## Die Kongregation heute
Die Schwestern führen Kinderkrippen, Erziehungsheime, Kindergärten, Priesterseminare und Haushaltungsschulen. Sie wirken in Krankenhäusern, in der ambulanten Krankenpflege und in Altersheimen. In Bad Wörishofen betreiben sie ein Kneipp-Kurhaus.
Die Niederlassungen in Rumänien (ehem. Siebenbürgen) gehören heute zu einer selbständigen Provinz. Seit 1955 arbeiten die Schwestern auch in der Mission in Südafrika. Die Schwestern sind dort heute vorrangig in der AIDS-Aufklärung und der Betreuung Infizierter tätig.
Im Mutterhaus der Kongregation in Mallersdorf leben über 500 Schwestern. An der Spitze der Gemeinschaft steht Sr. M. Jakobe Schmid als Generaloberin. Sie wird vom Generalkapitel gewählt, welches alle 6 Jahre zusammentritt, und wird vom Generalrat, der aus der Generalvikarin (Sr. M. Melanie Gollwitzer) und drei Generalrätinnen (Sr. M. Rebekka Deiminger, Sr. M. Catherini Brucker und Sr. M. Magdalen Lay) besteht, unterstützt. Ein Superior unterstützt die Schwestern und wird vom Regensburger Bischof ernannt.
Im Mutterhaus ist auch die Bierbrauerei des Klosters ansässig, die von Doris Engelhard als Braumeisterin geleitet wird.